# 문배주
문배주 또는 문배술은 한국의 전통 술이다. 1986년 11월 1일 대한민국의 국가무형문화재 제86-1호로 지정되었다.
소주와 같은 증류주로서 문배나무의 과실 향이 풍긴다는 데서 문배주라는 이름이 나왔다. 실제로 문배주의 제조에 문배나무 과실이 사용되는 것은 아니다.

## 개요
문배주는 평안도 지방에서 전승되어 오는 술로 술의 향기가 문배나무의 과실에서 풍기는 향기와 같아 붙여진 이름이다.
문배주는 해방전에는 평양 대동강 유역의 석회암층에서 솟아나는 지하수를 사용하였다고 한다. 원료는 밀·좁쌀·수수이며, 누룩의 주원료는 밀이다. 술의 색은 엷은 황갈색을 띠며 문배향이 강하고, 알코올 도수는 본래 40도 정도이지만 증류 및 숙성이 끝난 문배주는 48.1도에 달하므로 장기간 저장이 가능하다. 보통 6개월∼1년 동안 숙성시켜 저장하는데 문배나무의 과실을 전혀 사용하지 않고도 문배향을 풍기는 특징이 있다.

## 구성 및 제조 방법
문배주는 다른 첨가물 없이 조, 수수와 누룩으로 빚는 순곡 증류주이다. 알코올 함량은 약 40%로 북쪽 지방의 술이라 독한 편이다. 도수가 높아 영구히 보관할 수 있다.
대동강 인근의 석회암층 물로 술을 담가 마신 것이 시초라는 이야기가 전해온다. 그러나, 한국 전쟁 이후 대한민국에서 제조되는 술은 예전 평양의 문배주와는 달리 화강암층의 물을 사용한다.

## 역사
대한민국의 국가무형문화재로 지정되어 있으나, 본래 조선민주주의인민공화국의 평양 인근에서 마시던 향토주였다.
고려 시대에 어느 가문에서 조상 대대로 비밀스럽게 전해 내려오던 제조 방법대로 문배주를 빚어 고려 태조 왕건에게 진상했는데, 왕건이 매우 기뻐하면서 높은 벼슬을 주었다는 이야기 전해 온다. 일제강점기에는 평양 주암산 아래에 있던 평창양조장이 문배주 제조로 유명했다.
고려 시대부터 왕이 마시는 술로 알려졌고, 현대에도 귀한 외국인 손님의 환영연에서 문배주를 대접하는 전통이 있어 빌 클린턴, 미하일 고르바초프 등이 한국을 방문하여 문배주를 즐겼다. 남북 정상 회담에서 양 정상이 건배하고 마신 술도 문배주일 정도로 한국을 대표하는 술 중 하나이다.
1986년에 서울의 문배주, 충청남도 면천의 두견주, 경주 교동 최씨가의 법주가 국가무형문화재로 함께 지정되었다.

## 같이 보기
- 두견주
- 법주

## 참고 문헌
- 문배주 - 국가유산청 국가유산포털